# Гурна (село)
Гурна (груз. გურნა) — село в Грузии, на территории Ткибульского муниципалитета края (мхаре) Имеретия.

## География
Село находится в западной части Грузии, на правом берегу реки Чала (правый приток реки Цкалцителы), на расстоянии приблизительно 11 километров (по прямой) к северо-западу от города Ткибули, административного центра муниципалитета. Абсолютная высота — 642 метра над уровнем моря.

## Население
По результатам официальной переписи населения 2014 года, в Гурне проживало 419 человека (202 мужчины и 217 женщин). В национальной структуре населения грузины составляли 99,5 %, русские — 0,25 %, татары — 0,25 %.
| Год  | Население, человек |
| ---- | ------------------ |
| 2002 | 750                |
| 2014 | ↘ 419              |